# 평택지방해양수산청
평택지방해양수산청(平澤地方海洋水産廳, Pyeongtaek Regional of Oceans and Fisheries)은 대한민국 해양수산부의 소속기관이다. 2015년 1월 6일 발족하였으며, 경기도 평택시 포승읍 평택항만길 116에 위치하고 있다. 청장은 서기관 또는 기술서기관으로 보한다.

## 직무
- 해상운송사업, 선박 등록 및 검사
- 선원근로감독 등 선원 관련 업무
- 항만 운영 및 연안역 관리
- 전산기기 운영·관리와 전산업무 개발
- 항만건설공사, 항만재개발 및 항만시설 유지·보수
- 어항의 건설 및 관리
- 항로표지시설 설치·유지 및 보수
- 공유수면 관리·매립 및 연안 관리
- 해양환경보전
- 어업경영체의 등록 및 관리
- 자율관리어업공동체 지도에 관한 사항

## 연혁
- 1986년 12월: 평택항 개항.
- 1987년 1월 16일: 인천지방해운항만청 소속으로 평택출장소 설치.
- 1997년 5월 24일: 인천지방해양수산청 소속으로 변경.
- 2003년 7월 25일: 평택출장소를 평택지방해양수산청으로 승격시켜 분리.
- 2008년 2월 29일: 국토해양부 소속 평택지방해양항만청으로 개편.
- 2012년 10월 10일: 당진출장소 설치.
- 2013년 3월 23일: 해양수산부 소속으로 변경.
- 2015년 1월 6일: 평택지방해양수산청으로 개편. 해양사무소를 해양수산사무소로 개편.

## 관할구역
- 대전광역시
- 세종특별자치시
- 충청북도
- 충청남도[1]

## 조직

### 청장
- 운영지원과[2]
- 선원해사안전과[2]
- 항만물류과[2]
- 해양수산환경과[2]
- 항만건설과[2]
- 항로표지과[2]

### 소속기관
- 당진해양수산출장소

## 같이 보기
- 경기평택항만공사